# ليتيزيا باتيرنوستر
ليتيزيا باتيرنوستر (بالإيطالية: Letizia Paternoster)‏ (و. عام 1999)، دراجة إيطالية.

## سجل الفوز

### سباقات أو مراحل فاز بها
| التاريخ        | السباق                                                       | المركز                                            |
| -------------- | ------------------------------------------------------------ | ------------------------------------------------- |
| 20 مارس 2016   | Piccolo Trofeo Alfredo Binda 2016                            |                                                   |
| 02 أغسطس 2017  | بطولة أوروبا للدراجات – سباق الطريق ضد الساعة للشابات 2017   |                                                   |
| 04 أغسطس 2017  | بطولة أوروبا للدراجات – سباق الطريق للشابات 2017             |                                                   |
| 22 سبتمبر 2017 | سباق الطريق للشابات في بطولة العالم 2017                     |                                                   |
| 01 أكتوبر 2017 | Gran Premio Bruno Beghelli Donne 2017                        | الثالث في التصنيف العام                           |
| 25 مارس 2018   | غنت-وفلجم للسيدات 2018                                       | العاشر في التصنيف العام، السابع في تصنيف أفضل شاب |
| 01 أبريل 2018  | طواف فلاندرز للسيدات 2018                                    | التاسع في تصنيف أفضل شاب                          |
| 25 أبريل 2018  | 2018 Gran Premio della Liberazione - women's race            | الفائز في التصنيف العام                           |
| 29 أبريل 2018  | جراند بريكس إلسي جاكوبس 2018                                 | الفائز في التصنيف العام                           |
| 14 يوليو 2018  | سباق الطريق لأقل من سنة للسيدات - بطولة أوروبا للدراجات 2018 |                                                   |
| 13 أغسطس 2018  | أوبن دي سويد فارجاردا - سباق الطريق 2018                     | التاسع في التصنيف العام                           |
| 09 أغسطس 2019  | سباق الطريق لأقل من سنة للسيدات - بطولة أوروبا للدراجات 2019 | الفائز في التصنيف العام                           |
| 21 سبتمبر 2024 | 2024 Grand Prix cycliste de Gatineau                         | الفائز في التصنيف العام                           |

## روابط خارجية
- ليتيزيا باتيرنوستر على موقع الاتحاد الدولي للدراجات (الإنجليزية)
- ليتيزيا باتيرنوستر على موقع أرشيف الدراجات (الإنجليزية)
- ليتيزيا باتيرنوستر على موقع إحصائيات الدراجات الإحترافية (الإنجليزية)
- ليتيزيا باتيرنوستر على موقع CycleBase (الإنجليزية)
- ليتيزيا باتيرنوستر على موقع اللجنة الأولمبية الدولية (الإنجليزية)
- ليتيزيا باتيرنوستر على موقع أوليمبيديا (الإنجليزية)
- ليتيزيا باتيرنوستر على موقع اللجنة الأولمبية الإيطالية (الإيطالية)